# La Consultation
Pour plus de détails, voir Fiche technique et Distribution.
La Consultation est un documentaire français réalisé par Hélène de Crécy, sorti en 2007.

## Synopsis
Luc Perino est médecin généraliste à Lyon. Dans son cabinet, les patients se succèdent. Durant les consultations, il n'est pas seulement question d'établir un diagnostic mais aussi d'écouter les angoisses des patients...

## Fiche technique
- Titre : La Consultation
- Réalisation : Hélène de Crécy
- Musique : Pierrick Hardy
- Photographie : Jean-François Reverdy
- Son : Suzanne Newman
- Montage : Emmanuelle Baude
- Production : Arturo Mio
  - Production déléguée : Caroline Roussel
- Pays de production :  France
- Langue originale : français
- Genre : documentaire
- Format : couleur - 35 mm - Stéréo Dolby Digital
- Durée : 91 minutes
- Date de sortie : 21 mars 2007

## Sélections
- Festival international du film de Locarno 2006
- Viennale 2006
- Festival des films du monde de Montréal 2006
- Festival international du film de Locarno 2006 - Hors compétition